# Herman Jung

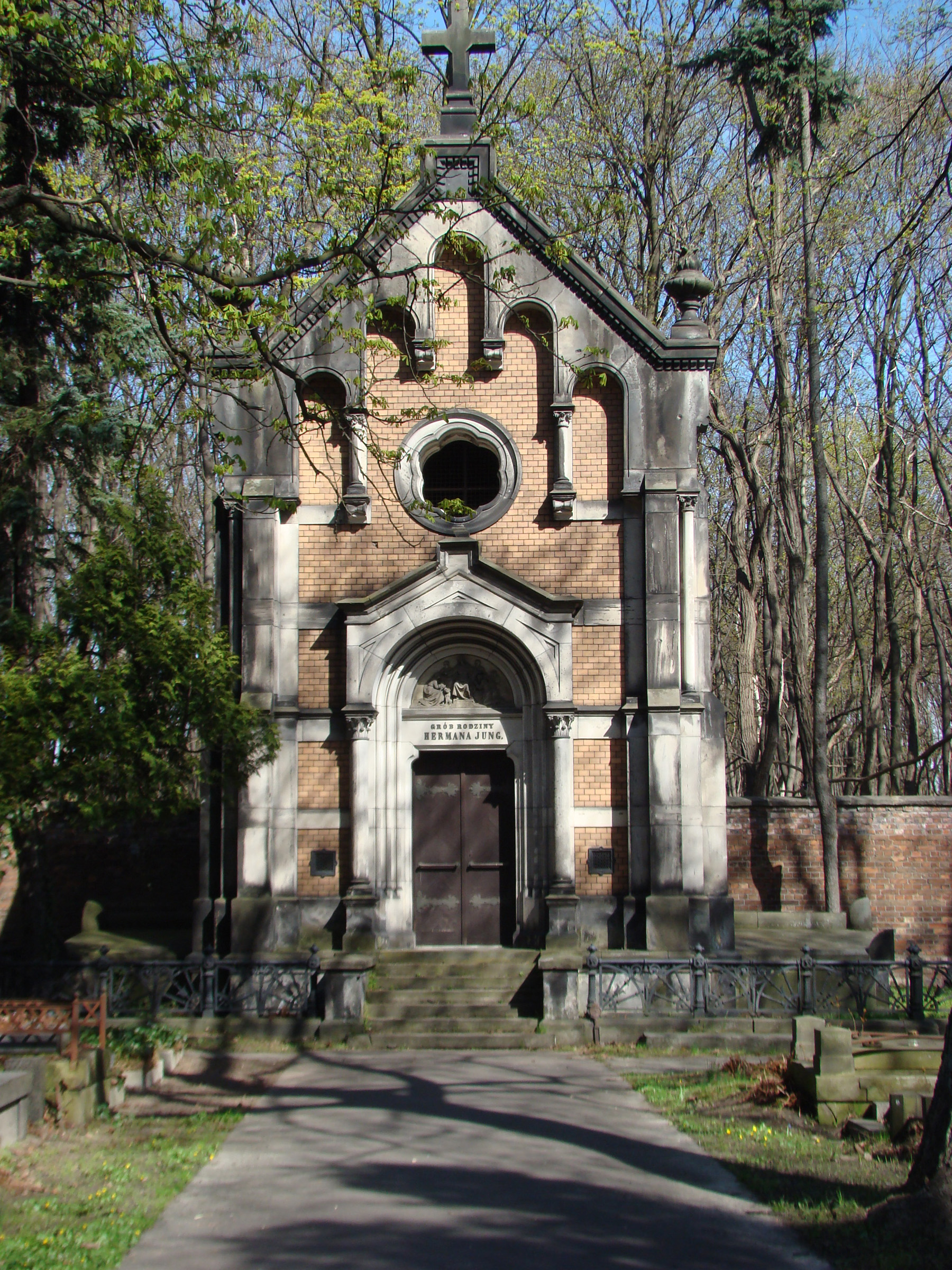
Kaplica grobowa rodziny Hermana Junga na cmentarzu ewangelicko-augsburskim w Warszawie

Herman Jung (ur. 7 grudnia 1818 w Szymanowicach  (Schönbach, Schoenau) na Śląsku, zm. 12 marca 1890 w Warszawie) – polski piwowar pochodzenia niemieckiego, pierwszy producent ekstraktu słodowego w Polsce .  

## Życiorys
Był synem urzędnika Karola Junga i Szarlotty z domu Schmidt.  
Do Warszawy przybył w (lub po) 1840 r., jako czeladnik piwowarski. Pracował w różnych browarach stołecznych, aż w 1848 r., zakupił nieduży browar Fryderyka Brzezińskiego przy ul. Chłodnej  51. W styczniu 1854 r. stał się właścicielem browaru Wilhelma Kazimirusa przy ul Grzybowskiej (ul. Waliców 9/11), a w listopadzie współwłaścicielem browaru F. Bochenka (od 1862 właściciel).   
W latach 1865–1873 (?) był starszym Zgromadzenia Piwowarów.  
W 1867 r. otworzył dwa kolejne zakłady: przy ul. Ogrodowej i obecnym pl. Trzech Krzyży (1868) . W 1869 był także właścicielem browarów po Naimskim i Łąckim. Dzierżawił browar po Osterlofach w Grochowie.  
W 1873 r., założył spółkę Warszawskie Towarzystwo Akcyjne Wyrobu Piwa „Herman Jung”, która stała się liderem branży piwowarskiej w Warszawie, było też głównym producentem piwa w Królestwie Polskim. Spółka posiadała składy w Brześciu, Kowlu, Kijowie i Odessie . Do spółki weszli: kupiec Ludwik Libas, bankier Józef Poznański, bankier berliński Wilhelm Borchert junior oraz Dom Handlowy „Reichman i Wolf”. Kapitał zakładowy: 1,3 mln rubli srebrnych. W latach 80. zatrudniały 500-750 osób (w zimie przy zwózce lodu 2000-2500). W 1884 wartość browarów wynosiła ok. 1,5 mln rubli.  
W 1882 wchodził jako ekspert do Komitetu Wszechrosyjskiej Wystawy w Moskwie.  
Zmarł 12 marca 1890 r., został pochowany w alei A (grób 5) na cmentarzu ewangelicko-augsburskim w Warszawie. Projektantami grobowca byli Edward Lilpop i Józef Pius Dziekoński, autorem tympanonu był Antoni Olesiński . Jest jednym z największych mauzoleów w Warszawie.
Pozostawił po sobie liczne nieruchomości oraz kolonię Lewinów pod Warszawą.  
Po śmierci Junga, zlikwidowano jego browary, pozostawiając jedynie ten przy pl. Trzech Krzyży, którego prowadzeniem zajął się syn piwowara z pierwszego małżeństwa - Seweryn Jung . W 1919 r. (lub 1921) firma Towarzystwo Akcyjne Wyrobu Piwa weszła w skład „Haberbusch i Schiele Zjednoczone Browary Warszawskie Spółka Akcyjna” .

## Życie prywatne
Był dwukrotnie żonaty: z Amalią Pauliną z Behrów (ok. 1821-1904) w 1844, rozwiódł się w 1869; i z Selmą Kintzel (1847-1936). Miał sześcioro dzieci: Ryszarda, Seweryna, Amandę Boenisch i Natalię Kamińską z pierwszego małżeństwa, oraz Gustawa Leopolda i Helenę z drugiego.  

## Grobowiec
Grobowiec Hermana Junga pojawił się w serialu „07 zgłoś się” w odcinku „Grobowiec rodziny von Rausch”.
Pod koniec 2013 parafia Ewangelicko-Augsburska Świętej Trójcy rozpoczęła działania mające na celu remont grobowca, m.in. składała wnioski o dofinansowanie do MKiDN i prowadziła cykliczne kwesty. W kolejnych latach wykonano: remont dachu (2014), zrekonstruowano malowidła ścienne (2015-2017), renowację sarkofagów i części kaplicy z katakumbami (2018). Renowacja zakończyła się po 2019 roku (2020-2021).